# Sphecoctonus pharius
Sphecoctonus pharius är en stekelart som beskrevs av Schwarz 2005. Sphecoctonus pharius ingår i släktet Sphecoctonus och familjen brokparasitsteklar. Inga underarter finns listade i Catalogue of Life.